# جاده ئی۱۵ اروپا

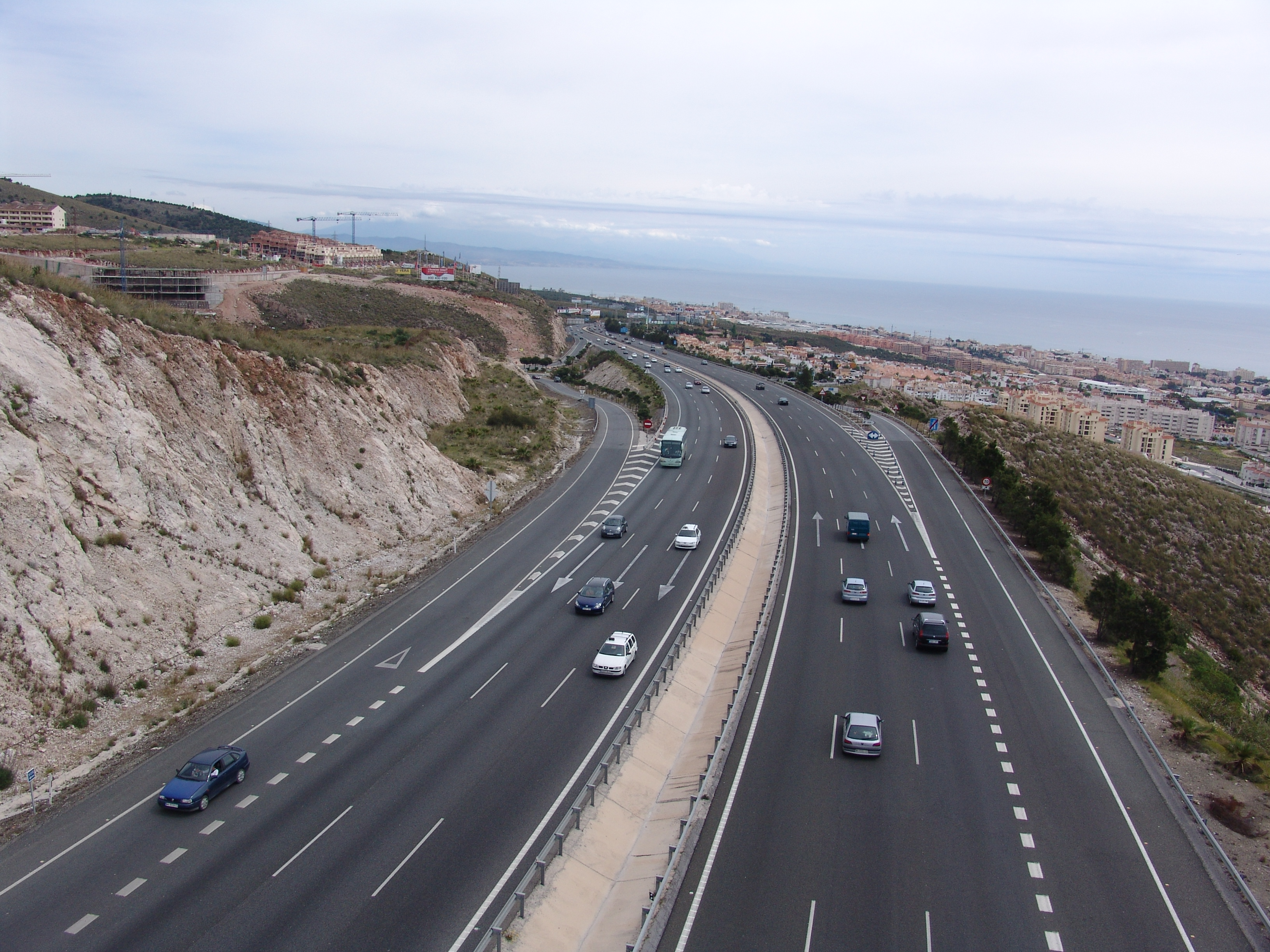
جاده ئی۱۵ اروپا در اسپانیا

جاده ئی۱۵ اروپا (به انگلیسی: European route E15) یکی از جاده‌های اصلی قاره اروپا است.
این جاده که از شهر اینورنس (بریتانیا) شروع شده در شهر آلخدیراس (اسپانیا) به پایان میرسد و ۳۴۳۳ کیلومتر مسافت دارد.
این جاده توسط تونل مانش بخش شمالی آن که در کشور بریتانیا قرار دارد را به بخش جنوبی که در کشور فرانسه و اسپانیا قرار دارد متصل میکند، طول این تونل ۵۰ کیلومتر بوده و در زیر کانال مانش حفر شده است.